# Odenwald Brombachtal
Das FFH-Gebiet Odenwald Brombachtal ist ein im Jahr 2005 durch das Regierungspräsidium Karlsruhe nach der Richtlinie 92/43/EWG (Fauna-Flora-Habitat-Richtlinie) angemeldetes Schutzgebiet (Schutzgebietskennung DE-6519-341) im deutschen Bundesland Baden-Württemberg. Mit Verordnung des Regierungspräsidiums Karlsruhe zur Festlegung der Gebiete von gemeinschaftlicher Bedeutung vom 12. Oktober 2018 (in Kraft getreten am 11. Januar 2019) wurde das Schutzgebiet festgelegt. Das FFH-Gebiet ist Bestandteil des europäischen Schutzgebietsnetzes Natura 2000.

## Lage
Das rund 1473 Hektar große FFH-Gebiet gehört zum Naturraum 144-Sandstein-Odenwald innerhalb der naturräumlichen Haupteinheiten 14-Odenwald, Spessart und Südrhön. Es liegt östlich von Heddesbach und erstreckt sich über die Markungen von drei Städten und Gemeinden. Der Eberbacher Stadtteil Brombach liegt mitten im Gebiet.
- Eberbach: 1062,7983 ha = 72,16 %
- Heddesbach: 409,1801 ha = 27,78 %
- Schönau: 0,7820 ha = 0,05 %

## Beschreibung und Schutzzweck
Es handelt sich um Wiesentäler und bewaldete Hänge und Berge des Sandsteinodenwaldes.

### Lebensraumtypen
Gemäß Anlage 1 der Verordnung des Regierungspräsidiums Karlsruhe zur Festlegung der Gebiete von gemeinschaftlicher Bedeutung (FFH-Verordnung) vom 12. Oktober 2018 kommen folgende Lebensraumtypen nach Anhang I der FFH-Richtlinie im Gebiet vor:
| EU Code | Lebensraumtyp (offizielle Bezeichnung)                                                                          | Kurzbezeichnung                              | Hektar |
| ------- | --- | -------------------------------------------- | ------ |
| 3260    | Flüsse der planaren bis montanen Stufe mit Vegetation des Ranunculion fluitantis und des Callitricho-Batrachion | Fließgewässer mit flutender Wasservegetation | 3,76   |
| 4030    | Trockene europäische Heiden                                                                                     | Trockene Heiden                              | 0,02   |
| 6230    | Artenreiche montane Borstgrasrasen (und submontan auf dem europäischen Festland) auf Silikatböden               | Artenreiche Borstgrasrasen                   | 0,19   |
| 6430    | Feuchte Hochstaudenfluren der planaren und montanen bis alpinen Stufe                                           | Feuchte Hochstaudenfluren                    | 0,17   |
| 6510    | Magere Flachland-Mähwiesen (Alopecurus pratensis, Sanguisorba officinalis)                                      | Magere Flachland-Mähwiesen                   | 25,13  |
| 8220    | Silikatfelsen mit Felsspaltenvegetation                                                                         | Silikatfelsen mit Felsspaltenvegetation      | 0,04   |
| 9110    | Hainsimsen-Buchenwald (Luzulo-Fagetum)                                                                          | Hainsimsen-Buchenwald                        | 65,00  |
| 91E0    | Auenwälder mit Alnus glutinosa und Fraxinus excelsior (Alno-Padion, Alnion incanae, Salicion albae)             | Auenwälder mit Erle, Esche, Weide            | 2,89   |

### Arteninventar
Folgende Arten von gemeinschaftlichem Interesse sind nach der Anlage 1 der Verordnung des Regierungspräsidiums Karlsruhe vom 12. Oktober 2018 (FFH-Verordnung) für das Gebiet gemeldet:
| Bild                               | EU Code | * | Art                                 | wissenschaftlicher Name     | Artengruppe   |
| ---------------------------------- | ------- | - | ----------------------------------- | --------------------------- | ------------- |
| Heller Wiesenknopf-Ameisenbläuling | 1059    |   | Heller Wiesenknopf-Ameisen-Bläuling | Maculinea teleius           | Schmetterling |
| Spanische Flagge                   | 1078    |   | Spanische Flagge                    | Callimorpha quadripunctaria | Schmetterling |
| Bachneunauge                       | 1096    |   | Bachneunauge                        | Lampetra planeri            | Fische        |
| Groppe                             | 1163    |   | Groppe                              | Cottus gobio                | Fische        |
| Bechsteinfledermaus                | 1323    |   | Bechsteinfledermaus                 | Myotis bechsteinii          | Säugetiere    |
| Großes Mausohr                     | 1324    |   | Großes Mausohr                      | Myotis myotis               | Säugetiere    |
| Grünes Besenmoos                   | 1381    |   | Grünes Besenmoos                    | Dicranum viride             | Moose         |
| Grünes Koboldmoos                  | 1386    |   | Grünes Koboldmoos                   | Buxbaumia viridis           | Moose         |
| Rogers Goldhaarmoos                | 1387    |   | Rogers Goldhaarmoos                 | Orthotrichum rogeri         | Moose         |

### Zusammenhängende Schutzgebiete
Das FFH-Gebiet liegt vollständig im Naturpark Neckartal-Odenwald. Das Naturschutzgebiet 2239-Brombacher Tal liegt innerhalb des FFH-Gebiets.